# Salicornia maritima
Espèce
Salicornia maritima est une espèce de plantes à fleurs de la famille des Amaranthaceae qui se retrouve au Nouveau-Brunswick, au Québec et à Terre-Neuve-et-Labrador.
Elle produit des fleurs vers la fin de l'été et le début de l'automne.
Cette plante est parfois confondue avec Salicornia depressa.